# Laccophilus peregrinus
Laccophilus peregrinus är en skalbaggsart som beskrevs av Elwood C. Zimmerman 1970. Laccophilus peregrinus ingår i släktet Laccophilus och familjen dykare.

## Underarter
Arten delas in i följande underarter:
- L. p. peregrinus
- L. p. variabilis